# Pablo Valentín
Javier Ailec Paulino Duarte Larrazábal (Zapopan, Jalisco, 13 de julio de 1972), conocido como Pablo Valentín, es un actor, y comediante mexicano. Es conocido por interpretar al personaje de Pedro Medina, en la serie Vecinos (2005).

## Biografía y carrera
Pablo Valentín nació en Zapopan, Jalisco y ha participado en varias telenovelas y series cómicas como Vecinos en 2005 junto a Darío Ripoll y Eduardo España. Así como en la serie RBD: La familia en 2007 junto a las cantantes Anahí y Dulce María.
También estuvo en la telenovela de 2008 Un gancho al corazón junto a Sebastián Rulli.
En 2009 se integró al elenco de Los exitosos Pérez junto a Jaime Camil, Ludwika Paleta y José Ron; también participó en la serie Los simuladores. En 2010 interpreta a su primer papel de villano en la telenovela Para volver a amar compartiendo créditos con Alejandro Camacho, Rebecca Jones y Sophie Alexander. 
En 2011 tuvo una participación especial en la telenovela La fuerza del destino. Durante 2012 interpretó a un hombre machista en la telenovela Por ella soy Eva. 
En 2014 interpreta un rol estelar en la telenovela El color de la pasión. En 2015 la productora Rosy Ocampo le ofreció para que le dé vida al cómico Gumaro en Antes muerta que Lichita. En 2018 interpreta a uno de los villanos en la telenovela Por amar sin ley.

## Filmografía

### Telenovelas
- Tu vida es mi vida (2024) - Marcos Balam[1]
- Eternamente amándonos (2023) - Oscar
- Corazón guerrero (2022) - Valero[2]
- Amor dividido (2022) - Picasso
- Esta historia me suena (2021-2023) - 2 episodios[3][4]
- La mexicana y el güero (2020-2021) - Luis Ayala Montaño
- Vencer el miedo (2020) - Tulio Menéndez
- Por amar sin ley (2018-2019) - Benjamín Acosta
- Yago (2016) - Abel Cruces
- Antes muerta que Lichita (2015-2016) - Gumaro Sánchez
- El color de la pasión (2014) - Mario Hernández
- Qué pobres tan ricos (2013-2014) - Argelio
- Mentir para vivir (2013) - Comandante Alejandro Lazcano
- Por ella soy Eva (2012) - Fernando Contreras
- La fuerza del destino (2011) - Abogado Lara
- Para volver a amar (2010-2011) - Marcial
- Los exitosos Pérez (2009) - Sergio Méndez
- Sortilegio (2009) - Delegado
- Un gancho al corazón (2008-2009) - Tano Rodríguez

### Programas
- El príncipe del barrio (2023) - Invitado[5]
- ¿Es neta, Eva? (2023) - Antonio[6]
- Perdiendo el juicio (2021) - Presidente del jurado[7]
- Nosotros los guapos (2017) - "El Güero"
- La rosa de Guadalupe (2015) - Agente Cataño
- Nueva vida (2013) - Martin
- Como dice el dicho (2011-2013) - Juan / Esteban[8]/ Jóse
- Los simuladores (2009)
- S.O.S.: Sexo y otros Secretos (2008) - Suicida
- Mujeres asesinas (2008) - Forense DIEM
- Vecinos (2005-2008/2012/2017-presente) - Pedro Medina
- RBD: La familia (2007) - Gustavo
- Mujer, casos de la vida real (2006)
- Hospital El Paisa (2004) - Enfermesero
- La Familia P.Luche (2002) - Rigo
- XHDRBZ (2002) - Varios Personajes

### Cine
- Zapatitos (2008) (Cortometraje)

### Teatro
- El fantasma en el espejo (2017)
- Barataria (2016)[9]

## Premios y nominaciones

### Premios TVyNovelas
| Año  | Categoría              | Telenovela               | Resultado |
| ---- | ---------------------- | ------------------------ | --------- |
| 2016 | Mejor actor coestelar  | Antes muerta que Lichita | Nominado  |
| 2015 | Mejor actor coestelar  | El color de la pasión    | Nominado  |
| 2013 | Mejor actor de reparto | Por ella soy Eva         | Nominado  |